# Список замків Албанії
Цей список включає основні, найбільш вцілілі, замки та фортеці, що дійшли до нас з часів середньовічної Албанії.

## Основний список
| Зображення | Назва                                 | Оригінал назви                    | Дата будівництва                                                        | Місцезнаходження                                 | Спорудник                                                                               | Інші відомості |
| ---------- | ------------------------------------- | --------------------------------- | ----------------------------------------------------------------------- | ------------------------------------------------ | --------------------------------------------------------------------------------------- | --- |
|            | Замок Берат (Бератська фортеця)       | алб. Kalaja e Beratit             | XIII ст. (перші укріплення були зведені ще давніми іллірійцями)         | місто Берат                                      | Епірський деспот Михаїл І Комнін Дука                                                   | Усередині стін фортеці в середньовічну добу містилося 20 християнських церков та одна мечеть, які нині є зруйнованими. |
|            | Замок Гірокастра (Аргірокастра)       | алб. Kalaja e Gjirokastrës        | XII ст. (цитадель), 1336 (перша згадка)                                 | місто Гірокастра                                 | У 1812 р. Алі-паша Тепеленський надав фортеці її сучасний вигляд.                       | Уряд Ахмета Зогу у 1932 р. використовував замкову в'язницю. Нині на території замку знаходиться музей військової техніки комуністичного супротиву часів Другої світової. |
|            | Замок Ельбасан (Ельбасанська фортеця) | алб. Kalaja e Elbasanit           | XV ст.                                                                  | місто Ельбасан                                   | султан Мехмед II Фатіх                                                                  | Першопочатково фортеця складалася з 26 рівномірно розміщених веж 9 м заввишки. |
|            | Канінська фортеця                     | алб. Kalaja e Kaninës             | III ст. до н.е.                                                         | селище Каніна, біля міста Вльора                 | Іллірійські племена                                                                     | У XIV ст. фортеця була центром Князівства Валони і Каніни (1346–1417). |
|            | Замок Круя (Круйська фортеця)         | алб. Kalaja e Krujës              | V-VI ст. н.е.                                                           | місто Круя                                       |                                                                                         | Фортеця еліпсоподібної (804 м в окружності) форми займає площу 2,5 га. Її гарнізони кількістю не більше 3 тис. осіб спромоглися витримати три масивні турецькі штурми і не підкоритися нападникам. |
|            | Замок Лєжа (Лєжська фортеця)          | алб. Kalaja e Lezhës              | Перші укріплення містять іллірійські, римські та візантійські елементи. | місто Лєжа                                       | Відомі реконструкції венеційців (1440) та Османської імперії (1522).                    | Найвища точка замку досягає 186 м у висоту. |
|            | Замок Петреле (Петрельска фортеця)    | алб. Kalaja e Petrelës            | V ст. (реконструйований в XI, XIV ст.)                                  | селище Петреле, округ Тирана                     | імператор Юстиніан I                                                                    | Замок був сторожовим пунктом під час боротьби албанців з Османською імперією та слугував резиденцією сестри народного героя, Скандербега, Маміци Кастріоті. |
|            | Замок Порто Палермо                   | алб. Kalaja e Porto Palermos      | початок XIX ст.                                                         | місто Хімара                                     | Алі-паша Тепеленський                                                                   | Фортеця розташована на острові у бухті Порто Палермо Іонічного узбережжя країни. |
|            | Замок Розафа (Розафська фортеця)      | алб. Kalaja e Rozafës             | III ст. до н.е.                                                         | місто Шкодер                                     | Іллірійські племена (сучасного вигляду фортеця набула завдяки Венеційській республіці). | Щодо назви замку існує захоплююча легенда про прекрасну Розафу. Три брати марно намагалися звести місцеву фортецю і вирішили принести жертву небесам. Вони замурували дружину молодшого брата, Розафу, у стіни замку таким чином, щоб вона все ще могла годувати свою дитину. В її честь фортеця отримала свою назву. |
|            | Трикутна фортеця                      | алб. Kalaja e Butrintit           | кінець XV-поч XVI ст.                                                   | археологічний заповідник Бутруніт, округ Саранда | Венеційська республіка                                                                  | Замок зруйнувала відступаюча французька армія у 1798 р. |
|            | Замок Алі-паши                        | алб. Kalaja e Ali Pashë Tepelenës | XVII-XVIII ст.                                                          | археологічний заповідник Бутруніт, округ Саранда | феодали з о.Корфу, Алі-паша Тепеленський (1804-1820)                                    | Фортеця слугувала резиденцією васала Османів. |
|            | Замок Бештовес                        | алб. Kalaja e Bashtovës           | XV ст.                                                                  | селище Бештовес на річці Шкумбіні, область Фієрі | Венеційська республіка                                                                  | Замок має форму прямокутника 60х90 м з 9-метровими стінами. |
|            | Замок Борш (Сопот)                    | алб. Kalaja e Borshit             | IV ст. до н.е.                                                          | селище Борш, округ Саранда                       | Епірсько-іллірійські племена                                                            | За свою довгу історію замок перебував у руках Візантії, Епіру, Франції, Німеччини, Венеції. |
|            | Замок Дрішт                           | алб. Kalaja e Drishtit            | XIII ст.                                                                | селище Дрішт (Дріваст), округ Шкодер             | Візантійська імперія                                                                    | Фортеця розташована на висоті 800 м на рівнем моря. Ще з далеких римських часів система місцевих укріплень захищала місто Шкодер. |
|            | Замок Дуррес                          | алб. Kalaja e Durrësit            | початок VI ст. н.е.                                                     | місто Дуррес                                     | Анастасій I (візантійський імператор)                                                   | Висота замкових стін сягає 15 м. |
|            | Лекурешитська фортеця                 | алб. Kalaja e Lëkurësit           | 1537 р.                                                                 | місто Саранда                                    | Сулейман I Пишний                                                                       | Фортеця міститься на руїнах древнього поселення Лекуреш, на стратегічно важливому пагорбі над містом Саранда. |
|            | Лібоховська фортеця                   | алб. Kalaja e Libohovës           | 1796-1798 рр.                                                           | селище Каніна, біля міста Вльора                 | Алі-паша Тепеленський                                                                   | |
|            | Пекінська фортеця                     | алб. Kalaja e Peqinit             | Римська доба (ІІ ст. до н.е.)                                           | муніципалітет Пекіні                             |                                                                                         | Фортеця була оснащена підземними тунелями та каналами для подачі води під час облоги. |
|            | Замок Поградец                        | алб. Kalaja e Pogradecit          | V ст. до н.е.                                                           | місто Поградец                                   | Іллірійські племена                                                                     | Найвища точка замку міститься за 205 м над Охридським озером. |
|            | Замок Преза                           | алб. Kalaja e Prezës              | XIV-XV ст.                                                              | комуна Преза, округ Тирана                       | рід феодалів Топіас                                                                     | Замок має чотири башти покраях та годинникову вежу, побудовану у період 1800-1850. |
|            | Родонська фортеця                     | алб. Kalaja e Rodonit             | 1450-1452 рр.                                                           | мис Родон, Адріатичне море                       | Скандербег                                                                              | Сьогодні деякі стіни замку під дією морської ерозії знаходяться під водою. |
|            | Фортеця Юстиніана (Замок Тирани)      | алб. Kalaja e Tiranës             | XIII ст.                                                                | місто Тирана                                     |                                                                                         | |